# Kenyeres Imre
Kenyeres Imre (Budapest, 1911. május 23. – Budapest, 1962. október 25.) magyar író, újságíró, irodalomtörténész, lapszerkesztő.

## Élete
Terézvárosban született, a Rózsa utca 44. szám alatt. 1934-ben a budapesti Pázmány Péter Tudományegyetemen tanári és bölcsészdoktori diplomát szerzett. 1934 és 1940 között az irodalomtörténeti tanszéken Császár Elemér mellett dolgozott tanársegédként. 1935-től az Egyetemi Nyomdában is dolgozott, ahol 1948-ig a Diárium című folyóiratot szerkesztette. Tehetséges fiatal írókból és költőkből magas színvonalú irodalmi kört alakított ki. 1945 után folyóirata az egyik első lap volt, amely a demokratikus Magyarország eszményét támogatta. Egyik alapítója volt 1935-ben az Egyetemi Nyomda Könyvbarát Mozgalmának. 1937-től 1944-ig Trencsényi-Waldapfel Imrével az Officina Képeskönyvek sorozatát szerkesztette. Betegsége folytán 1948-tól munkaképtelenné vált.
Sírja a budapesti Farkasréti temetőben található.

## Családja
Kenyeres Imre cipészmester és Sulyok Ilona fia. Házastársa Kenyeres Ágnes (1911–2012) volt, akivel 1935. október 31-én a Ferencvárosban kötött házasságot. Gyermeke Kenyeres Zoltán (1939–) irodalomtörténész, egyetemi tanár. Unokái Kenyeres János (1967–) irodalomtörténész, kandidátus, és Kenyeres László (1971–) ügyvéd.

## Főbb művei
- A magyar irodalom-történetírás fejlődése a XVIII. században (doktori értekezés, Budapest, 1934)
- Népszínmű és népiesség (Budapest, 1934)
- Egyetemi hallgatók olvasmányai (Magyar Szemle, 1936)
- Auróra. Hazai almanach. 1822–1831 (Budapest, 1938)
- Rejtelmes irodalom (Budapest, 1948).
- Petőfi Sándor: Uti rajzok, uti levelek. Sajtó alá rendezte. (Officina Könyvtár. 4. Budapest, 1941)
- Bethlen Miklós önéletírása. Szemelvények. Sajtó alá rendezte. (Officina Könyvtár. 14. Budapest, 1942 és Magyar szabadság címmel is Officina Könyvtár. 14–17. Budapest, 1942)
- Weöres Sándor: Bolond Istók. Elbeszélő költemény prózában. (Diárium Könyvtár. Budapest, 1943)
- A régi Pest-Buda. Egykorú képek és leírások. Sajtó alá rend. Trencsényi-Waldapfel Imrével. (Officina Képeskönyvek. Budapest, 1944)